# أسقف أحمر جنوبي
الأُسْقُف الأحمر الجنوبي أو ببساطة الأُسْقُف الأحمر، ويسمى أيضًا الشرشور الأحمر (الاسم العلمي: Euplectes orix)، هو طائر صغير من الجواثم يتبع جنس Euplectes ‏ في فصيلة الحباك. وهو شائع في الأراضي الرطبة والمراعي في إفريقيا جنوب خط الاستواء. إن النوع الذي يعيش في شمال خط الاستواء يسمى الأسقف الأحمر الشمالي (E. franciscanus) الذي كان يعتبر سابقًا نويعًا من هذا النوع.